# Movimiento Popular Fueguino
El Movimiento Popular Fueguino (MOPOF) es un partido político provincial argentino, el primero en la Provincia de Tierra del Fuego, Antártida e Islas del Atlántico Sur.

## Historia
El 28 de septiembre de 1984 la «Unión Popular Fueguina» de Ushuaia cambió el nombre a «Movimiento Popular Fueguino».  Conservó la Carta Orgánica original, la Declaración de Principios, el número de identificación (54) y su padrón de afiliados. Posteriormente se modificó la Carta Orgánica considerando la inminente fusión con la «Agrupación Vecinal».
El 19 de diciembre de 1984 la «Agrupación Vecinal» de Río Grande mediante presentación ante la justicia electoral del Acta de Fusión, adoptó la Carta Orgánica, la Declaración de Principios y el número de identificación del Movimiento Popular Fueguino y aportó su padrón de afiliados al nuevo partido. 
El 8 de mayo de 1985 se aprobó la fusión por Resolución n.° 007/85, con la cual quedó constituido el primer partido local en el Territorio Nacional de Tierra del Fuego, Antártida e Islas del Atlántico Sur.
Los operadores políticos encargados de concretar los trámites para lograr la fusión fueron José A. Salomón, Edgardo D. Iribarne y Elena Rubio de Mingorance.
El 9 de junio de 1985 se realizaron las primeras elecciones internas con presentación de lista única.

## Estructura orgánica
El MPF se organiza con la siguiente estructura:
- Convención: es el órgano de mayor jerarquía y está constituido por miembros -diecisiete titulares y nueve suplentes- elegidos por votación directa y secreta, quienes cumplirán sus funciones por un período de tres años con opción a reelección.
- Junta Central: integrada por el presidente, el vicepresidente y los secretarios políticos de cada departamento, como así también la totalidad de los miembros electos del partido, quienes duran en su cargo dos años, pudiendo ser reelectos.
- Junta Departamental: las juntas departamentales son tres, correspondientes a Ushuaia, Río Grande y Tolhuin. Sesionan en reuniones ordinarias para tratar las cuestiones partidarias inherentes a sus jurisdicciones. Sus autoridades duran tres años en sus funciones y pueden ser reelectas.
- Juventud Fueguina: formada por los afiliados menores de 30 años. Cada Junta Departamental organizará dentro de su jurisdicción una Juventud Fueguina.
- Junta de Disciplina: es el órgano encargado de juzgar la disciplina y conducta política y partidaria de los afiliados.
- Comisión revisora de cuentas: es el órgano encargado de la fiscalización contable.

## Acción política
El partido estuvo presente en el proceso de provincialización formando parte de la Convención Constituyente Provincial en la que ocupó once de los diecinueve escaños existentes; el primer gobierno provincial estuvo a cargo de José Arturo Estabillo; Jorge Alberto Garramuño fue elegido tres veces consecutivas como intendente de la ciudad de Ushuaia; y Raúl Gerardo Pérez fue el primer intendente electo de la comuna de Tolhuin.

## Historia electoral

### Gobernador
|  | 45.41 % |

|  | 50.59 % |

|  | 57.99 % |

|  | 22.32 % |

|  | 18.96 % |

|  | 17.78 % |

|  | 8.69 % |

|  | 48.09 % |

|  | 9.30 % |

### Legislatura
|  | 20.87 % |

|  | 21.90 % |

|  | 15.93 % |

|  | 10.40 % |

|  | 0.00 % |

|  | 40.06 % |

|  | 32.06 % |

|  | 20.12 % |

|  | 11.91 % |

|  | 11.35 % |

|  | 9.90 % |

|  | 10.91 % |

|  | 9.17 % |

### Congreso Nacional
|  | 18.72 % |

|  | 23.12 % |

|  | 8.30 % |

|  | 38.11 % |

|  | 26.09 % |

|  | 22.49 % |

|  | 28.23 % |

|  | 11.62 % |

|  | 13.44 % |

|  | 7.71 % |

|  | 8.21 % |

|  | 18.30 % |

|  | 4.47 % |

|  | 3.11 % |

|  | 3.68 % |

|  | 22.54 % |

|  | 17.08 % |

|  | 22.37 % |

|  | 7.17 % |